# Raúl Díaz Arce
Raúl Ignacio Díaz Arce (ur. 1 lutego 1970 w San Miguel) – salwadorski piłkarz, grający na pozycji napastnika.

## Kariera klubowa
Karierę sportową Díaz Arce zaczął w 1987 roku jako piłkarz C.D. Dragon. W 1991 roku został piłkarzem innego salwadorskiego klubu, Luis Ángel Firpo. W barach tego klubu Díaz Arce dwukrotnie zdobył mistrzostwo Salwadoru i trzykrotnie został królem strzelców (w latach 1993–1996).
W 1996 roku Díaz Arce przeszedł do D.C. United, gdzie trafił w wyniku MLS Inaugural Player Draft. W pierwszym sezonie gry dla tego klubu zdobył Puchar MLS i został wicekrólem strzelców Major League Soccer (23 gole). W kolejnym sezonie zdobył tyle samo goli oraz ponownie zdobył Puchar MLS. W 1998 roku Díaz Arce przeszedł do innego amerykańskiego klubu, New England Revolution. W barwach tego klubu w 32 spotkaniach strzelił 18 bramek. Rok później przeszedł do San Jose Clash, gdzie w trakcie sezonu 1999 trafił do Tampa Bay Mutiny. W 2000 roku powrócił do D.C. United, gdzie zdobył tylko 6 goli w 18 spotkaniach ligowych. W trakcie sezonu 2001 Díaz Arce trafił do Colorado Rapids.
W 2002 roku Díaz Arce podpisał kontrakt z Charleston Battery. W tym samym roku powrócił do Salwadoru, gdzie grał w Águili San Miguel. W następnym roku Díaz Arce powrócił do Charleston, a w 2004 przeszedł do Puerto Rico Islanders, gdzie w barwach tego klubu zakończył karierę.

## Kariera reprezentacyjna
W reprezentacji Salwadoru Díaz Arce rozegrał 68 spotkań i strzelił 39 bramek. Pod względem strzelonych bramek zajmuje drugie miejsce przed Mágico Gonzálezem. Po raz pierwszy do reprezentacji został powołany jako 17-latek, a zadebiutował on 4 lata później, w meczu z reprezentacją Nikaragui.